# Tour du Faso
Le Tour du Faso est une course cycliste par étapes disputée au Burkina Faso.
La première édition a eu lieu en 1987. Le Tour du Faso est devenu depuis l'une des courses cyclistes les plus importantes d'Afrique, avec le Tour du Maroc.
L'épreuve a été organisée jusqu'en 2008 par Amaury Sport Organisation (ex-Société du Tour de France), et depuis 2009 par l'État burkinabé. En 2014, elle a été annulée en raison de l'épidémie d'Ebola. En 2022, il n'est pas organisé en raison du contexte sécuritaire au Burkina Faso. La course est retirée du calendrier UCI en 2024, en raison de la participation de l'équipe russe du CSKA Moscou, invitée par les organisateurs bien que les équipes russes et biélorusses soient interdites de compétition officielle.

## Palmarès
| Année | Vainqueur                | Deuxième                    | Troisième               |
| ----- | ------------------------ | --------------------------- | ----------------------- |
| 1987  | Igor Luchinko            | Oleg Vassiliev              | Sayouba Zongo           |
| 1988  | Mady Kaboré              | Souleymane Belem            | Sayouba Zongo           |
| 1989  | Maxime Ouédraogo         | Moussa Ouédraogo            | Amadou Amani            |
| 1990  | Aimé Zongo               | Saïdou Rouamba              | Maxime Ouédraogo        |
| 1991  | Saïdou Rouamba           | Bernard Wyina               | Moussa Ouédraogo        |
| 1992  | Philippe Lepeurien       | Jean-Marie Tognini          | Aimé Zongo              |
| 1993  | Maurice Sawadogo         | Ernest Zongo                | Omar Guendouz           |
| 1994  | Karim Yaméogo            | Maurice Sawadogo            | Sylvain Tondé           |
| 1995  | Ernest Zongo             | Pays inconnu                | Pays inconnu            |
| 1996  | Guido Fulst              | Michael Link                | Sven Landwehrkamp       |
| 1997  | Ernest Zongo             | Jean-Baptiste Kouassi       | Nourgo Bamba            |
| 1998  | Jacques Castan           | Kurt Van Landeghem          | Patrick Chevalier       |
| 1999  | Saïd Mosry Sald          | Sylvain Lavergne            | Ondrej Slobodník (nl)   |
| 2000  | Mikhaylo Khalilov        | Dimitri Pavi Degl’Innocenti | Karl Pauwels            |
| 2001  | Joost Legtenberg         | Abdelati Saadoune           | Maarten Tjallingii      |
| 2002  | Abdelati Saadoune        | Alexandre Lecoq             | Hamado Pafadnam         |
| 2003  | Maarten Tjallingii       | Thierry David               | Kay Kermer              |
| 2004  | Abdul Wahab Sawadogo     | Thierry David               | Michel Lelièvre         |
| 2005  | Rabaki Jérémie Ouedraogo | Saïdou Rouamba              | Karel Pattyn            |
| 2006  | David Verdonck           | Martinien Tega              | Julien Gonnet           |
| 2007  | Adil Jelloul             | Sadrak Teguimaha            | Mouhssine Lahsaini      |
| 2008  | Guy Smet                 | Laurent Donnay              | Sadrak Teguimaha        |
| 2009  | Abdelati Saadoune        | Mouhssine Lahsaini          | Mohamed Saïd El Ammouri |
| 2010  | Julien Schick            | Rasmané Ouédraogo           | Damien Leguay           |
| 2011  | Bangba Hamidou Zideweiba | Martinien Tega              | Rasmané Ouédraogo       |
| 2012  | Rasmané Ouédraogo        | Abdoul Aziz Nikiéma         | Leander Schreurs        |
| 2013  | Abdoul Aziz Nikiéma      | Issiaka Cissé               | Yannick Lontsi          |
| 2014  | Non-disputé              | Non-disputé                 | Non-disputé             |
| 2015  | Mouhssine Lahsaini       | Mohamed Er Rafai            | Mathias Sorgho          |
| 2016  | Harouna Ilboudo          | Vincent Graczyk             | Zemenfes Solomon        |
| 2017  | Salah Eddine Mraouni     | Simon Musie                 | Mathias Sorgho          |
| 2018  | Mathias Sorgho           | Sjors Handgraaf             | Dieter Bouvry           |
| 2019  | Dário António            | Bruno Araújo                | Jonas Döring            |
| 2020  | annulé                   | annulé                      | annulé                  |
| 2021  | Daniel Bichlmann         | Oussama Khafi               | Souleymane Koné         |
| 2022  | annulé                   | annulé                      | annulé                  |
| 2023  | Paul Daumont             | Rutger Wouters              | Achraf Ed Doghmy        |
| 2024  | Mohcine El Kouraji       | Driss El Alouani            | Adil El Arbaoui         |

## Autres épreuves

### Tour du Faso féminin
La 1ère édition du Tour du Faso féminin s'est tenue en 2021, sur 4 étapes disputées en parallèle du Tour masculin.
| Année | Vainqueur  | Deuxième           | Troisième    |
| ----- | ---------- | ------------------ | ------------ |
| 2021  | Awa Bamogo | Lamoussa Zoungrana | Houlda Zongo |

## Statistiques
| Victoires | Coureur           | Pays         | Années       |
| --------- | ----------------- | ------------ | ------------ |
| 2         | Ernest Zongo      | Burkina Faso | 1995 et 1997 |
| 2         | Abdelati Saadoune | Maroc        | 2002 et 2009 |

| Victoires | Pays                                      |
| --------- | ----------------------------------------- |
| 16        | Burkina Faso                              |
| 5         | Maroc                                     |
| 3         | France                                    |
| 2         | Allemagne, Belgique, Pays-Bas             |
| 1         | Égypte, Ukraine, Union soviétique, Angola |

## Documentaire
- Wilm Huygen, Tour du Faso, 1 h 32, 2014
Le documentaire se focalise sur le  Tour du Faso 2011.